# Jörg Roßkopf

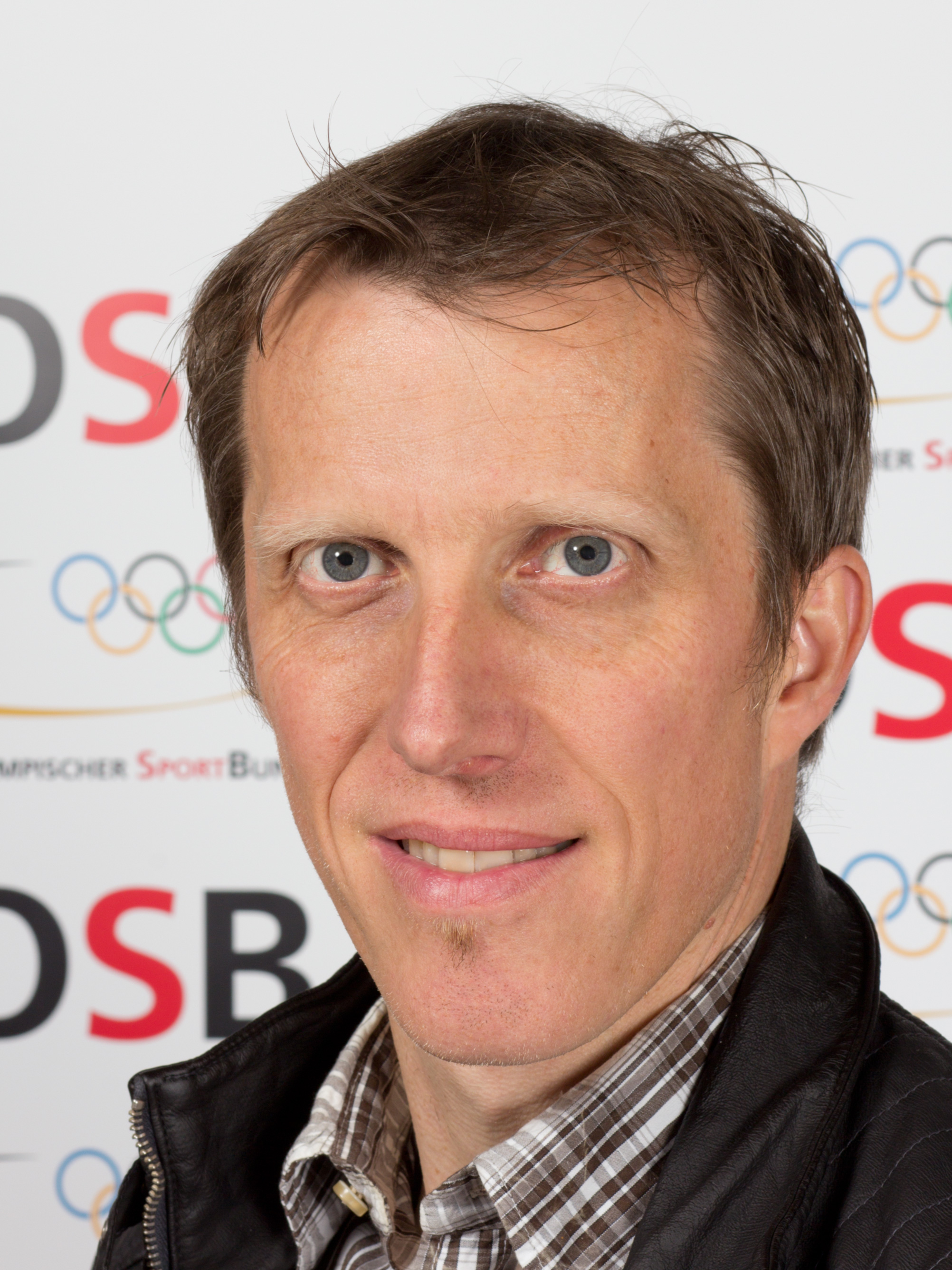
Jörg Roßkopf, 2012

Jörg Roßkopf (Dieburg, 22 mei 1969) is een Duits voormalig professioneel tafeltennisser. Hij won onder meer de World Cup in 1998 (in een finale tegen Kim Taek-soo), werd in 1989 wereldkampioen dubbelspel samen met Steffen Fetzner en in 1992 Europees kampioen enkelspel, door in de finale Jean-Michel Saive te verslaan. Zijn hoogste positie op de ITTF-wereldranglijst was de vierde plaats (in augustus 1992).

## Sportieve loopbaan
Roßkopf speelde behalve competitie in clubverband ook individueel op toernooien in het kader van de ITTF Pro Tour. Zijn beste enkelspelresultaten daarop waren plaatsen in de halve finales van het Engeland Open 1996, Engeland Open 1997, Japan Open 1997, Japan Open 1999, Polen Open 2000, Denemarken Open 2000 en Brazilië Open 2005. In het gemengd dubbelspel won hij het Oostenrijk Open 1997 en Qatar Open 2003.
Roßkopf nam door Duitsland deel aan de Olympische Zomerspelen 1988, OS '92, OS '96, OS 2000 en OS '04. Hij won een bronzen medaille in het enkelspeltoernooi van '96 en een zilveren in het dubbelspelevenement van '92.
In competitieverband kwam Roßkopf sinds 1973 uit voor achtereenvolgens DJK Blau-Weiß Münster (Bezirksliga), FTG Frankfurt (tweede Bundesliga), Borussia Düsseldorf (waarmee hij in 1987 en 1995 de ETTU Cup won), TTV RE-BAU Gönnern (Bundesliga) en TTC Jülich (Bundesliga). Op vrijdag 9 april 2010 speelde hij de laatste wedstrijd in zijn actieve carrière, als speler van Bundesligaclub TG 1837 Hanau tegen Fulda Maberzell.
Roßkopf trouwde in 1994 met Sabine Czermak, met wie hij drie kinderen heeft.

## Erelijst
- Winnaar World Cup 1998 (+ brons in 2001)
- Wereldkampioen dubbelspel 1989 (met landgenoot Steffen Fetzner)
- Zilveren medaille World Team Cup 1995
- Zilveren medaille dubbelspel World Doubles Cup 1990 (met Steffen Fetzner)
- Zilveren medaille dubbelspel op de Olympische Zomerspelen 1992 (met Steffen Fetzner)
- Bronzen medaille enkelspel Olympische Zomerspelen 1996
- Europees kampioen 1992
- Europees kampioen dubbelspel 1998 (met Vladimir Samsonov)
- Europees kampioen landenteams 2007, met Duitsland
- Zilver Europese Top-12 1992, brons in 1993 en 2000
- Duits kampioen 1988, 1989, 1990, 1991, 1992, 1993, 1996 en 1997

Pro Tour:
- Halve finale Pro Tour Grand Finals 1996
- Verliezend finalist dubbelspel op de Pro Tour Grand Finals 1996 en 1997 (beide met Vladimir Samsonov)
- Winnaar Oostenrijk Open 1997 (met Vladimir Samsonov) en Qatar Open 2003 (met Kalinikos Kreanga) in het dubbelspel

- Gemeinsame Normdatei: 1024192741
- Virtual International Authority File: 258301265